# Wolfgang Gitter
Wolfgang Gitter (* 30. Mai 1930 in Oelsnitz/Vogtland; † 26. Februar 2018) war ein deutscher Rechtswissenschaftler mit Schwerpunkt im Sozialrecht und Hochschullehrer an der Universität Bayreuth.

## Leben
Wolfgang Gitter begann 1952 an der Eberhard-Karls-Universität Tübingen sowohl Rechtswissenschaft als auch später Wirtschaftswissenschaft zu studieren. Er wurde 1952 Mitglied der Tübinger Burschenschaft Derendingia. Im Jahr 1956 legte er sein Erstes Staatsexamen ab. 1960 wurde er bei Eduard Kern zum Dr. iur. promoviert. Das Rechtsreferendariat beendete er 1961 mit dem Zweiten Staatsexamen. Im gleichen Jahr wurde Wolfgang Gitter wissenschaftlicher Assistent an der Universität Tübingen. Dort habilitierte er sich im Jahr 1969 bei Erich Fechner mit einer Schrift über den Schadensausgleich im Arbeitsunfallrecht.
Anschließend war er zwischen 1970 und 1977 ordentlicher Professor an der Ruhr-Universität Bochum und zugleich auch Richter am Landessozialgericht Nordrhein-Westfalen in Essen. Von 1977 bis zu seiner Emeritierung im Jahr 1998 war Wolfgang Gitter schließlich ordentlicher Professor an der Universität in Bayreuth. Dort veranstaltete er ab 1979 die Bayreuther Sozialrechtstage. 
Gitter war zudem nach der Wende am Aufbau der Juristenfakultät der Universität Leipzig beteiligt und von 1991 bis 1993 deren Gründungsdekan. In Anerkennung seiner Leistungen verlieh ihm die Universität Leipzig 1994 die Ehrendoktorwürde. Außerdem hatte Wolfgang Gitter bereits 1980 das Bundesverdienstkreuz am Bande sowie 1992 das Bundesverdienstkreuz 1. Klasse erhalten.

## Schriften (Auswahl)
- Schadensausgleich im Arbeitsunfallrecht. Die soziale Unfallversicherung als Teil des allgemeinen Schadensrechts. Tübinger rechtswissenschaftliche Abhandlungen, Bd. 26. Zugl. Habil.-Schrift, Tübingen. Mohr (Siebeck), Tübingen, 1969 (ohne ISBN).
- Sozialrecht. Ein Studienbuch. 5., wesentlich überarb. Auflage, Beck, München, 2001, ISBN 978-3-406-47734-8